# Floda (Gagnef)
Floda è un'area urbana della Svezia situata nel comune di Gagnef, contea di Dalarna.
La popolazione rilevata nel censimento 2010 era di 680 abitanti .